# 吉田正一
吉田 正一（よしだ しょういち、1894年 - 1971年）は、日本の弁護士、日本心霊科学協会初代理事長。
浅野和三郎の理念を受け継ぎ、第二次世界大戦終戦後、日本心霊科学協会を創立した。弁護士として財団法人認可の手続きを行った。

## 経歴
- 1894年(明治27年)5月24日 - 広島県に生まれる。
- 1920年(大正9年) - 日本大学法科卒業
- 1920年(大正9年) - 弁護士登録
- 1946年(昭和21年)12月1日 - 日本心霊科学協会　初代理事長
- 1949年(昭和24年) 7月 - 日本心霊科学協会　財団法人格取得
- 1962年(昭和37年) 9月 - 長年にわたり心霊学界に尽力した功績により日本学士会よりアカデミア賞を受賞
- 1971年(昭和46年) 5月 - 日本弁護士連合会より弁護士50年を表彰される
- 1971年(昭和46年)10月14日 - 帰幽